# Triporula manica
Triporula manica är en mossdjursart som först beskrevs av Canu och Bassler 1930.  Triporula manica ingår i släktet Triporula och familjen Exechonellidae. Inga underarter finns listade i Catalogue of Life.